# Венера Каллипига
Вене́ра Калли́пига (Венера Прекраснозадая, итал. Venere Callipigia, лат. Venus Callipigia, др.-греч. Αφροδίτη Καλλίπυγος) — название одной из античных мраморных статуй Венеры, найденной в Золотом доме Нерона. Статуя входила в собрание герцогов Фарнезе и была передана в Национальный археологический музей Неаполя, где хранится и в настоящее время.

## Описание
Археологи классифицировали статую как произведение неоаттической школы. Богиня Венера изображена одетой в длинную тунику, подол которой она подобрала вверх и правой рукой придерживает у своей груди, а левой подняла на уровень головы таким образом, что вся нижняя часть её туловища и ноги предстают обнажёнными. Э. Ф. Голлербах в своём эссе «Эстетика крупа» охарактеризовал Венеру Каллипигу как «олицетворение всепобедного очарования женского тела». Статую реставрировал итальянский скульптор Карло Альбачини.

## История
По свидетельству Афинея, эта статуя повторяет изваяние, находившееся в Сиракузах и посвящённое Венере двумя сёстрами:

«В те давние дни люди были так одержимы сластолюбием, что был даже воздвигнут храм Афродите Каллипиге (Дивнозадой), и вот как это случилось. У одного крестьянина были две красивые дочери. Однажды они поспорили, у которой из них красивее задница; и чтобы решить спор, вышли на большую дорогу. Там шёл юноша, сын почтенного и богатого родителя, и они перед ним заголились, а он, взглянув, отдал предпочтение старшей. И так он влюбился в неё, что, вернувшись в город, расхворался, слёг и рассказал обо всем младшему брату. Тот немедля отправился в названную деревню и, увидев девушек, сам страстно влюбился, но в меньшую. Отец уговаривал их взять себе более именитых жён, но ничего не добившись, отправился в деревню, договорился с отцом тех девушек, привёз их в город и выдал за сыновей. Этих-то девушек горожане прозвали „дивнозадыми“, как о том говорит в „Ямбах“ Керкид Мегалопольский: что в Сиракузах-де „Сестёр прекраснозадых здесь была пара“. Вот эти-то сёстры, получив большое богатство, построили храм в честь Афродиты и назвали её Каллипигой, как о том рассказывает в своих „Ямбах“ и Архелай».— Афиней, «Пир мудрецов».
Св. Климент Александрийский в своём труде «Увещевание к язычникам» сообщает, что жители Сиракуз поклонялись Афродите под именем Каллипиги. В 1836 году Цезарь Фамен утверждал, что статуя приобрела тёмный оттенок из-за поцелуев, которыми её покрывают посетители Королевского музея в Неаполе. Копии статуи Венеры Каллипиги были установлены в музеях и парках во многих странах, в том числе и в России — в частности, в Павловском парке (г. Павловск), в составе скульптурной композиции Большого каскада (Петергоф) и в Екатерининском парке (Царское Село).

## В живописи
- Аннибале Карраччи, «Геркулес на распутье».
- Юбер Робер, «Жертвоприношение Венере Каллипиге в круглом храме»[9].
- Юбер Робер, «Пейзаж с женщиной, сброшенной её мулом у подножия статуи Венеры»[10].
- Жан Фредерик Шалль[англ.], «Купальщицы сравнивают друг друга с Венерой Каллипигой» («Сравнение», «Три грации»)[11].
- Томас
Роулендсон, «Лестница на выставку» («Выставка на лестнице»)[12][13].
- Поль Мерварт, «Купальщица (Венера Каллипига с длинными волосами)»[14][15].
- А. А. Ушин, «Павловский парк. 12 дорожек. Статуя Венеры Каллипиги» (1969 год)[16][17].
- Ю. В. Вальцефер, «Висячий сад. Венера Каллипига» (2011).

## В литературе
- Винченцо Картари, «Образы древних богов и сказания о них».
- Жан де Лафонтен, «Афродита Каллипига».
- Оноре де Бальзак, «Патология общественной жизни».
- Александр Дюма, «Асканио»[18].
- Ги де Мопассан, «Сицилия».
- Артюр Рембо, «Солнце и плоть».
- Д. С. Мережковский, «Смерть богов. Юлиан Отступник».
- Д. С. Мережковский, «Воскресшие боги. Леонардо да Винчи».
- Ганс Гейнц Эверс,  «Венера Каллипига».
- Гийом Аполлинер, «К самой милой части» («Послания к Лу»).
- Джеймс Джойс, «Улисс».
- Э. Ф. Голлербах, «Эстетика крупа».
- Андре Бретон, «Письмо к мадам де Сад» («Антология чёрного юмора»).
- Гарри Гаррисон, «Билл — герой Галактики».
- Жан-Люк Энниг, «Краткая история попы».
- Владимир Викторович Орлов, "Лягушки"

## В музыке
- Жорж Брассенс, «Venus Callipyge», «Misogynie à Part», «Entre la Rue Didot et la Rue de Vanves».
- Максим ле Форестье, «Entre la Rue Didot et la Rue de Vanves».
- Мишель Фюген, «Version Latine».
- Паскаль Комелад, «Danse du valseur callipyge».

## В науке
- В честь Венеры Каллипиги был назван белок каллипигин[19][20].
- Pilodeudorix kallipygos (Hypokopelates kallipygos) — африканский вид бабочек[21].
- Hoplia callipyge — вид гоплий в Центральной и Северной Америке[22][23][24].
- Ген Каллипиги (callipyge muscle hypertrophy gene, CLPG) у овец[25].

## В нумизматике
- Венера Каллипига изображена на денарии времён императора Тита[26][27][28].